# Liên đoàn bóng đá Honduras
Liên đoàn bóng đá Tự trị Quốc gia Honduras (tiếng Tây Ban Nha: Federación Nacional Autónoma de Fútbol de Honduras), viết tắt FENAFUTH, là cơ quan điều hành của môn bóng đá tại Honduras và chịu trách nhiệm về đội tuyển quốc gia Honduras. FENAFUTH đã thành lập vào năm 1935 và gia nhập FIFA năm 1946. Gia nhập CONCACAF vào năm 1961.